# Junker

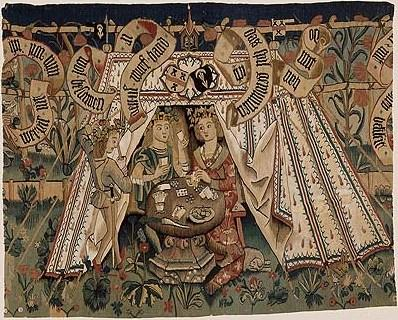
L'umanista rinascimentale Nikolaus Meyer Zum Pfeil, della famiglia svizzera Meyer Zum Pfeil, ha tenuto l'onorevole Junker

Gli Junker (tedesco, pronuncia [ˈjʊŋkɐ]; dall'alto tedesco antico Juncherre, Jung Herr in tedesco, "giovane signore") erano l'aristocrazia terriera della Prussia.

## Storia
Gli Junker formavano un gruppo sociale ristretto e compatto, fortemente conservatore nelle abitudini comportamentali e nelle inclinazioni politiche. Esercitavano un ruolo di primo piano nella vita della Prussia dapprima e dell'Impero tedesco in seguito, fornendo i vertici militari e della burocrazia statale; fino alla metà del XIX secolo i loro contadini erano soggetti alla servitù della gleba.

### Esponenti celebri
Il primo ministro Otto von Bismarck era un esponente dell'ala reazionaria degli Junker, così come il generale Paul von Hindenburg, divenuto Reichspräsident della Repubblica di Weimar nel 1925.

### LaBodenreform
Dopo che l'Unione Sovietica ebbe occupato la Germania orientale alla fine della seconda guerra mondiale, durante la Bodenreform (riforma agraria), tutte le proprietà private che eccedevano una certa superficie (ovvero tutta la terra che apparteneva agli Junker) vennero requisite e affidate a collettivi di contadini. Gli Junker vennero espulsi.
Alcuni di essi, dopo la Riunificazione tedesca, hanno chiesto la restituzione delle loro vecchie proprietà. I trattati che la Germania Ovest e la DDR hanno firmato con Unione Sovietica, Stati Uniti, Regno Unito e Francia contengono tuttavia una regola che stabilisce che ogni decisione presa da una delle quattro forze durante il periodo di occupazione (1945-1955) deve essere mantenuta, a meno che i tedeschi liberati non la identifichino come un errato ex post.